# Kurhaus (Bad Honnef)

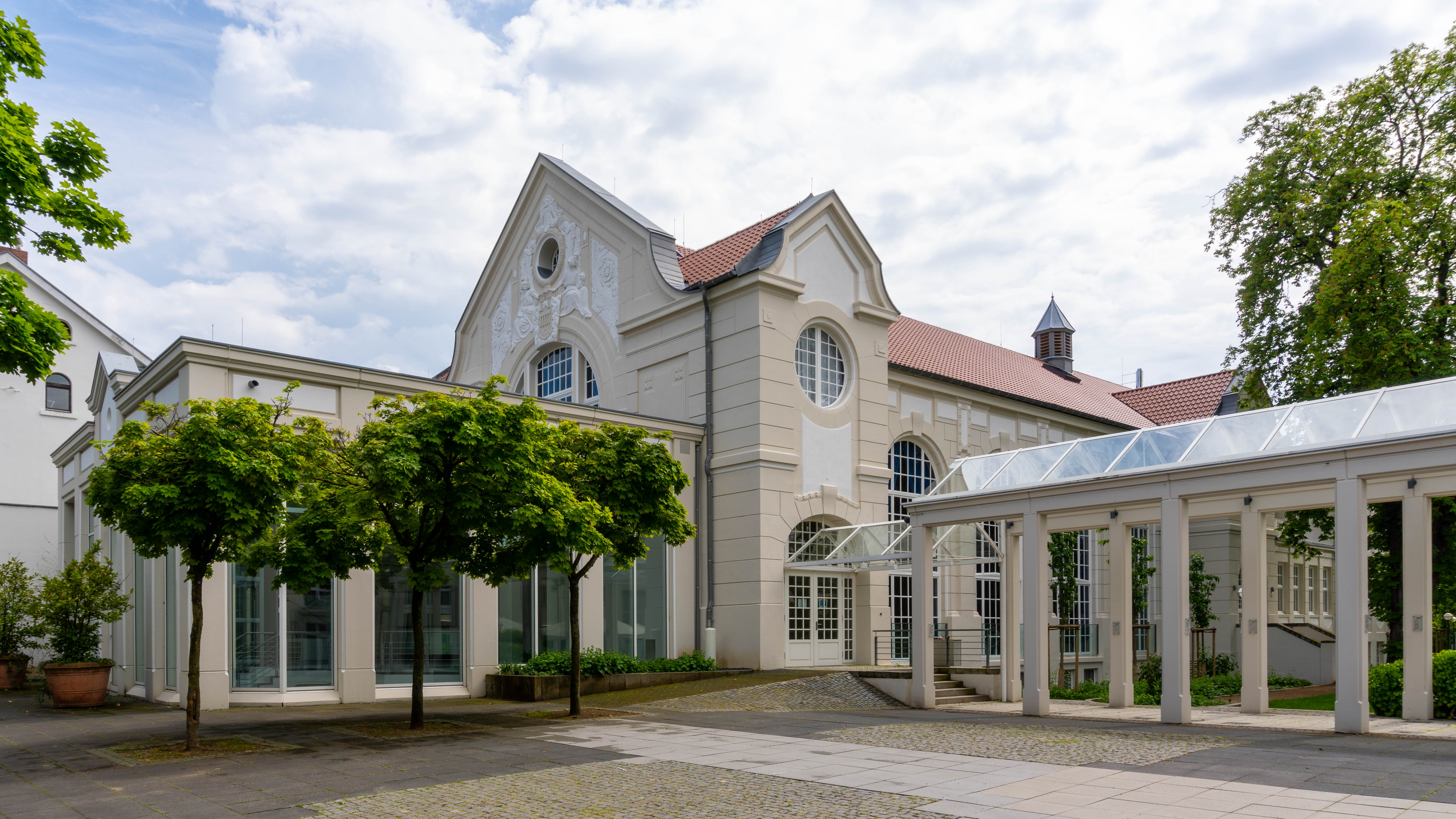
Das Kurhaus (2021)

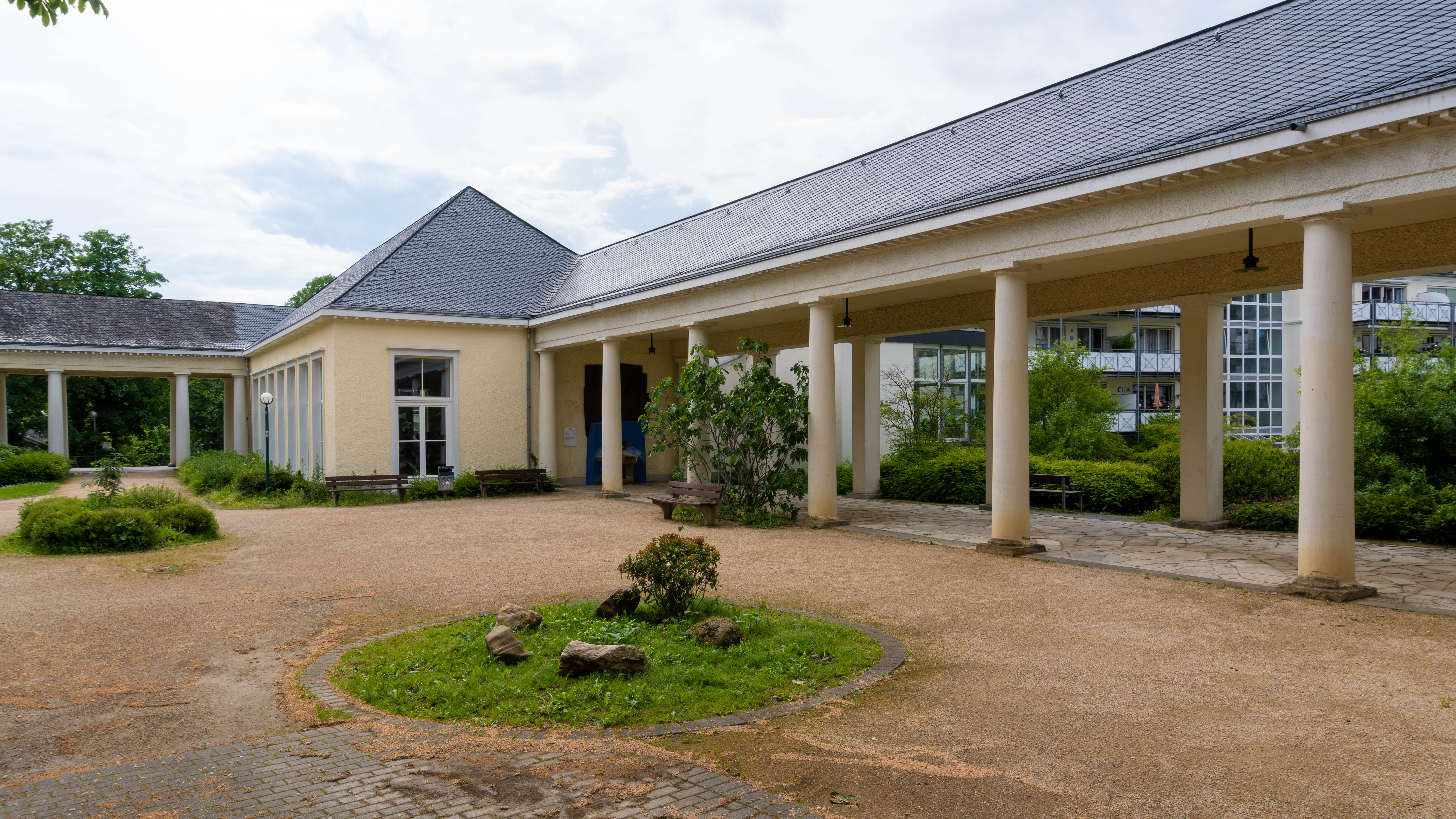
Wandelhalle und ehemalige Trinkhalle (2021)

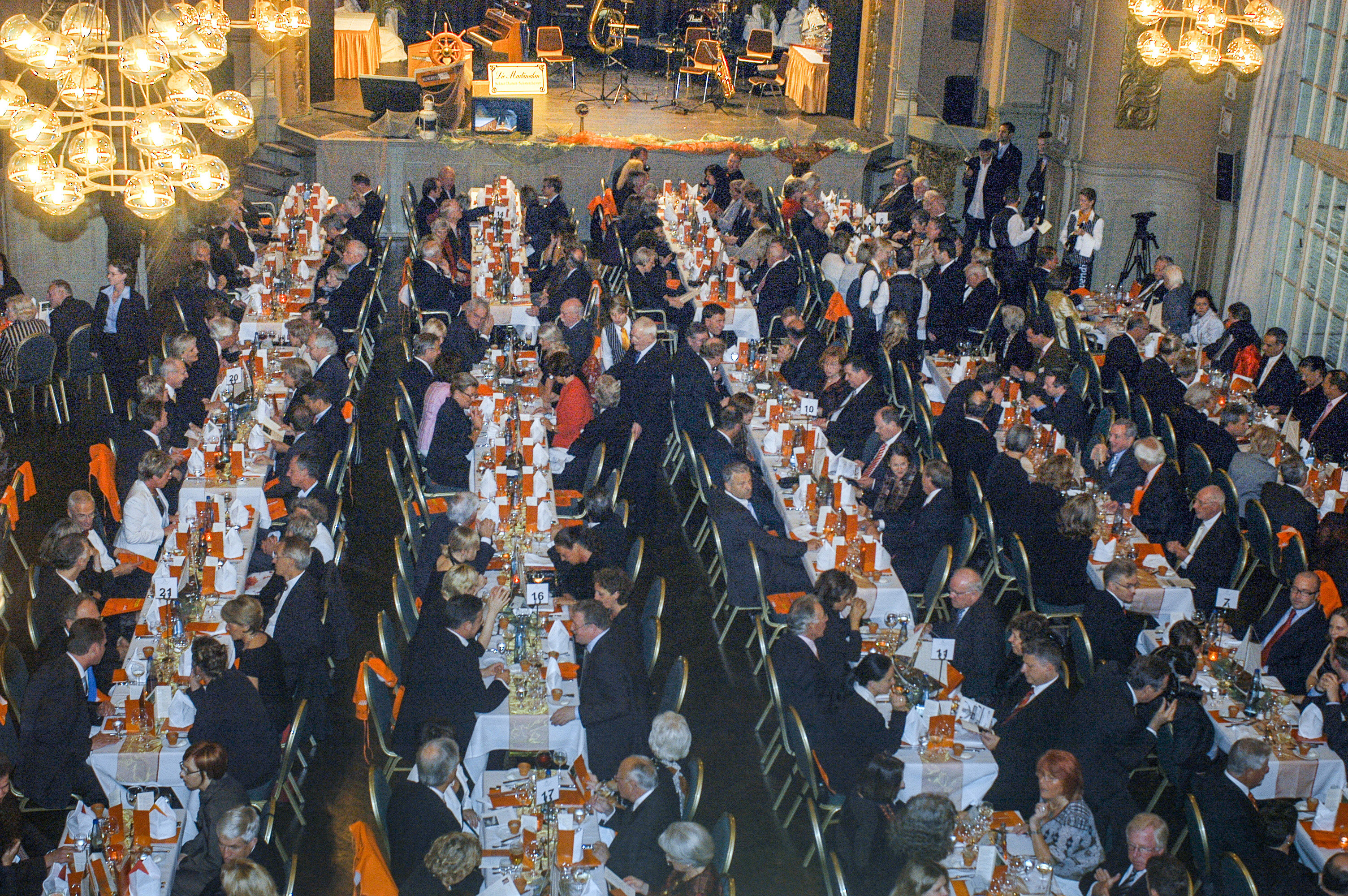
Kursaal während des Aalkönigsfests (2006)

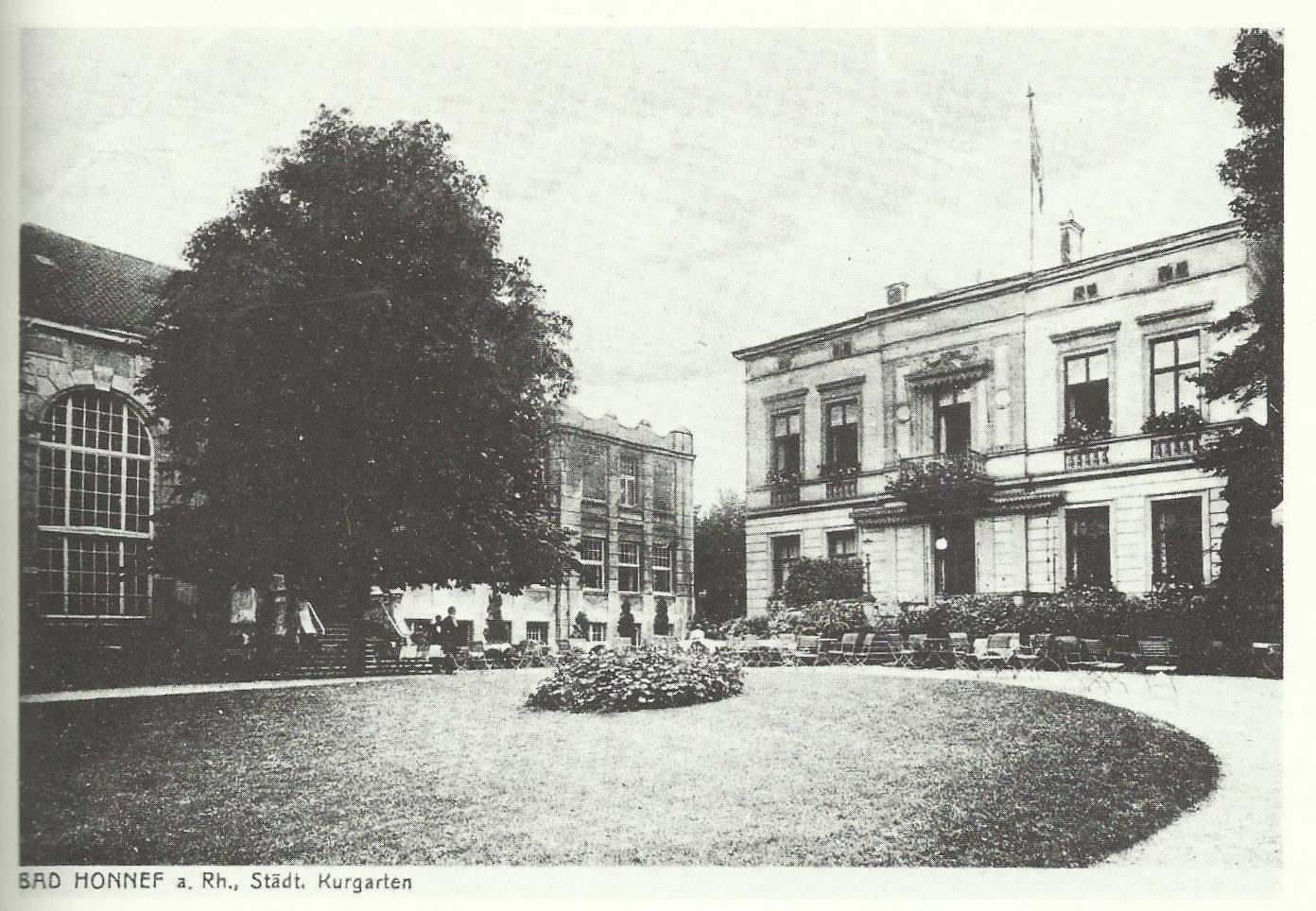
Kurhaus und Villa Haarhaus (1910)

Das Kurhaus (auch: Kursaal) von Bad Honnef, einer Stadt im nordrhein-westfälischen Rhein-Sieg-Kreis, geht auf das Jahr 1906 zurück. Es liegt an der Hauptstraße (Hausnummer 28) und bildet das Zentrum des historischen Kurviertels der Stadt.

## Geschichte
Nachdem 1897 an der Honnefer Austraße eine 250 m tiefe Mineralquelle – die sogenannte „Drachenquelle“ – erbohrt wurde, begann im folgenden Jahr an gleicher Stelle der stetig wachsende Kurbetrieb. Als Kurhaus diente ab 1901 zunächst die Villa Haarhaus an der Hauptstraße, erbaut 1872–1874 für den Barmer Fabrikanten Julius Haarhaus, dessen Sohn Julius R. (1867–1947) ein zu Lebzeiten bekannter Schriftsteller war. Sie wurde von der Stadt Honnef für diesen Zweck am 4. April 1901 angekauft, bei Kosten von 150.000 Mark umgebaut und in dem neu hergerichteten Kurgarten noch im selben Jahr eine Wandelhalle sowie ein Musikpavillon erstellt. 1906 entstand nach einem überregionalen Ausschreibungsverfahren rechtwinklig zur Villa Haarhaus ein neues Kurhaus – feierlich eröffnet am 21. April 1907. Mit dem Entwurf war der Honnefer Stadtbaumeister Wilhelm Schwingen beauftragt worden, der dabei Unterstützung vom Stadtbaumeister von Idar-Oberstein erhielt.:42 Das neue Kurzentrum der Stadt entwickelte sich zum kulturellen Mittelpunkt und war Stätte von Konzerten, Theateraufführungen und anderen Veranstaltungen mit festlichem Charakter. Die Schriftstellerin Nanny Lambrecht sorgte für die Anwerbung auswärtiger Künstler.
Nach Beginn des Ersten Weltkriegs diente das Kurhaus als Sitz der Geschäftsleitung eines Ausschusses, der die Aufnahme verwundeter und kranker Soldaten in die verschiedenen Lazarette der Stadt koordinierte. Im November 1923 wurde Honnef im Zuge der separatistischen Bewegungen zur Gründung einer Rheinischen Republik besetzt. Bei einer Feier der Separatisten im Kursaal am 12. November wurde dieser verwüstet, das Mobiliar ging in Flammen auf. 1925 wurde in dem zur Hauptstraße gelegenen Teil der Wandelhalle des Kurgartens nach einem Umbau das neue städtische Verkehrsamt als Auskunftsstelle für in- und ausländische Verkehrswesen und Angelegenheiten der Kurverwaltung eingerichtet. Bereits 1930 wurde es an einen anderen Standort verlegt und dieser Teil der Wandelhalle anschließend zu einer Trinkhalle der Drachenquelle umgebaut. 1935 wurde ein Erweiterungsbau für das Kurhausrestaurant geschaffen und der Kurgarten einhergehend mit dem Abriss des Musikpavillons sowie dem Rückbau der Einfriedungsmauer umgestaltet. Nach der Erbohrung einer Mineralquelle auf der Insel Grafenwerth im Jahre 1936 entstanden von 1938 bis 1939 bei Abriss der alten eine neue Wandelhalle, Trinkhalle und ein großes Badehaus. Im Winter 1941/42 wurde der Kurgarten nach dem Abbruch einer der evangelischen Kirche gegenüberliegenden Villa, deren Garten schon zwei Jahre zuvor in diesen einbezogen worden war, erweitert.
Nach Kriegsende 1945 wurden das Kur- und Badehaus von der britischen Besatzungsmacht beschlagnahmt, ab 1949 für eine Nutzung durch Mitarbeiter der Alliierten Hohen Kommission. Der Kurgarten diente in dieser Zeit als Parkplatz und Reparaturwerkstatt. Nach der Wiederfreigabe des Kurhauses im Mai 1950 erfolgte bis zur Wiedereröffnung im August eine Renovierung des Gebäudes. Am 14. September 1950 fand hier die Bundespressekonferenz statt. In den Jahren 1953 und 1958 kam es zu Umgestaltungen des Kurgartens, im Zuge derer noch auf die Nutzung in der Besatzungszeit zurückgehende Betonflächen entfernt wurden. 1962/63 wurde die Villa Haarhaus zur Vergrößerung des Kurgartens abgebrochen und die Trinkhalle erweitert. 1966/67 wurde das Kurhaus um einen Restaurantvorbau in Sichtbeton erweitert, die Trinkhalle nochmals um einen Konzertsaal erweitert und eine Begrenzungsmauer zur Hauptstraße hin gebaut. 1987 übernahm die Stadt Bad Honnef den Betrieb des Kurhauses. 1989 begann eine weitere Umbauphase: Der Restaurantvorbau wurde zugunsten eines Neubaus mit Foyer im Erdgeschoss und sanitären Anlagen im Keller abgerissen, außerdem von 1991 bis 1993 die Inneneinrichtung des Kursaals mit seinem wertvollen Jugendstildekor restauriert, wobei ein Bühnenhaus zum Abriss kam.
Das Kurhaus gehört seit 2000 zum Kongresspark Bad Honnef. Seit 2003 findet dort alljährlich das sogenannte Aalkönigsfest statt, bei dem prominente Persönlichkeiten für die Dauer eines Jahres zum „Aalkönig“ ernannt wurden. Ab 2016 war eine erneute mehrjährige Sanierung des Kurhauses im Gange, die zukünftig ebenso wie die regelmäßig anfallenden Instandhaltungsmaßnahmen auf Grundlage eines Sanierungskonzepts erfolgen soll. Die Hauptphase der Sanierung begann im März 2019, wurde im April 2020 abgeschlossen und beanspruchte Kosten von 7,5 Millionen Euro.
Der „Kurgarten“, in dem die Kuranlagen liegen, umfasst zum Teil seltene Baumarten. Der Trinkbrunnen in der Trinkhalle wird durch Wasser aus der Edelhoff-Thermalquelle gespeist, die 1967/1968 im heutigen Park Reitersdorf erbohrt wurde. Kurhaus, Badehaus und Trinkhaus stehen als Baudenkmal unter Denkmalschutz. Die Eintragung in die Denkmalliste der Stadt Bad Honnef erfolgte am 11. August 1983.